# Чемпіонат Польщі з хокею 1934
Чемпіонат Польщі з хокею 1934 — 7-ий чемпіонат Польщі з хокею, матчі фінальної частини проходили у місті Львові, чемпіоном став клуб АЗС Познань.

## Кваліфікація
- Лехія (Львів) — Краковія Краків 2:1
- Чарні (Львів) — КТХ Криниця 5:2

## Фінальний раунд
| М  | Команда         | І | Ш   | О |
| -- | --------------- | - | --- | - |
| 1. | АЗС Познань     | 3 | 5:2 | 6 |
| 1. | Чарні (Львів)   | 3 | 3:2 | 4 |
| 3. | Лехія (Львів)   | 3 | 1:3 | 1 |
| 4. | «Легія» Варшава | 3 | 0:2 | 1 |